# 旧木下家住宅

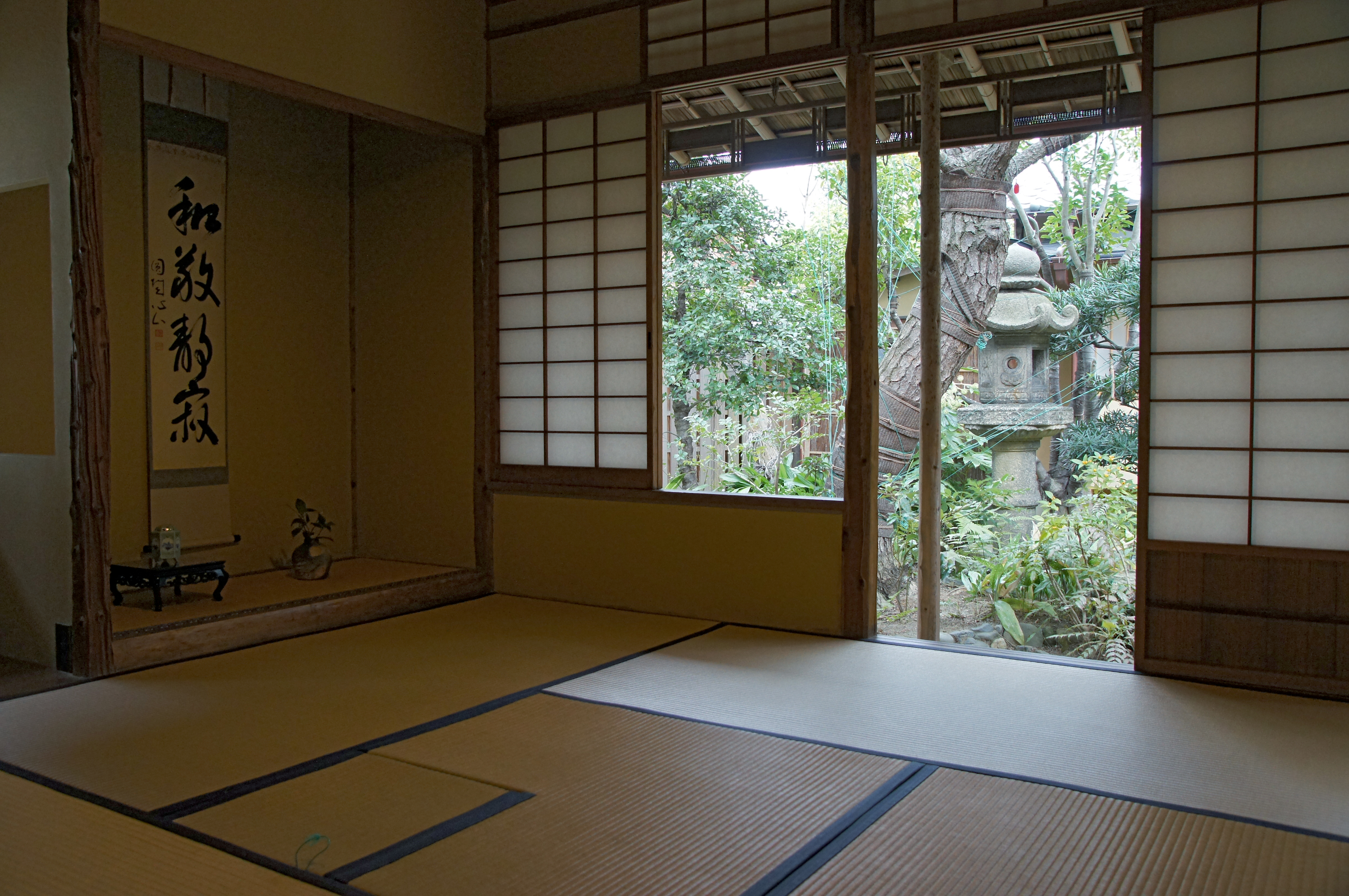
主屋茶室

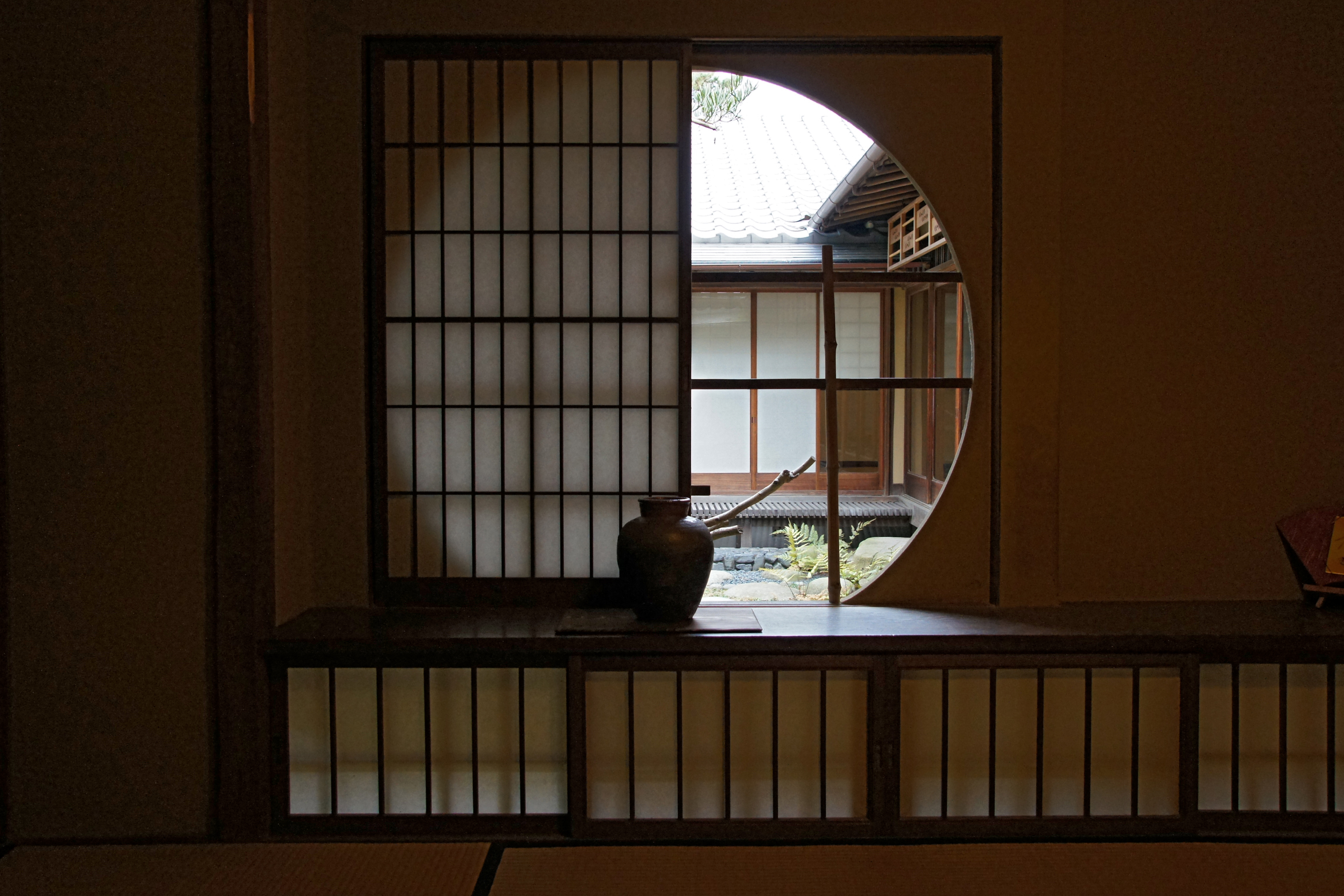
茶室待合

旧木下家住宅（きゅうきのしたけじゅうたく）は兵庫県神戸市垂水区にある数寄屋造りの近代和風建築。主屋・土蔵・納屋の3棟は国の登録有形文化財に登録されている。

## 概要
数寄屋造近代和風住宅で、昭和16年（1941年）に又野良助邸として竣工した。昭和18年（1943年）の増築を経て昭和27年（1952年）に木下吉左衛門の所有となり、その子孫である木下吉治郎の遺族から平成12年（2000年）に兵庫県に寄贈された。兵庫県は当屋敷および周辺一帯を隣接する舞子公園に組み込み、平成18年（2006年）から保存修復工事を開始し、完工後の平成17年（2009年）10月24日より一般公開を開始した。
昭和初期築の和風住宅の構えを中庭・前庭も含めほぼ完全に残しており、その希少性から主屋・土蔵・納戸の3棟が平成13年（2001年）11月に国の登録有形文化財に登録された。

## 建築概要
- 設計 - 不詳
- 竣工 - 昭和16年（昭和18年増築）
- 敷地面積 - 2,209平方メートル
- 総建築面積 - 343平方メートル
- 延床面積 - 432平方メートル
- 建造物
  - 主屋（登録有形文化財　第28-0073号） 主棟を中央として連結される台所、茶室、応接室、書院の各棟で構成されるH字型平面の建物
    - 竣工 - 昭和14年（1939年）頃
    - 構造・規模 - 木造平屋一部2階建、H字型平面の数寄屋造、瓦葺、虫籠窓
    - 建築面積 - 275平方メートル

  - 土蔵（登録有形文化財　第28-0074号）
    - 竣工 - 昭和14年（1939年）頃
    - 構造・規模 -  土蔵造2階建、切妻造、桁行3間、本瓦葺
    - 建築面積 - 25平方メートル

  - 納屋（登録有形文化財　第28-0075号） 
    - 竣工 - 昭和14年（1939年）頃
    - 構造・規模 -  木造2階建、桁行3間、梁間2間、切妻造、桟瓦葺
    - 建築面積 - 27平方メートル

  - 管理棟 -  RC造2階建

## 利用情報
- 開館時間 - 午前10時〜午後5時　（最終入館 午後4時半まで）
- 休館日 - 月曜 ※但し、月曜が祝日の場合は開館し、火曜が振替で休館となる。

## 交通アクセス
- JR神戸線 舞子駅 徒歩5分
- 山陽電気鉄道 舞子公園駅 徒歩5分
- 高速バス 舞子バスストップ 徒歩5分